# Varzea bistriata
Espèce
Synonymes
- Scincus bistriatus Spix, 1825
- Mabuya bistriata (Spix, 1825)
- Eumeces spixii Duméril & Bibron, 1839
- Mabuya agilis Gosse, 1849
- Mabuya ficta Reboucas-Spieker, 1981

Statut de conservation UICN

 LC  : Préoccupation mineure
Varzea bistriata est une espèce de sauriens de la famille des Scincidae.

## Répartition
Cette espèce se rencontre :
- au Brésil dans les États du Pará, d'Amazonas et d'Amapá ;
- en Guyane ;
- en Bolivie.

Sa présence est incertaine en Colombie, au Venezuela et au Pérou.

## Description

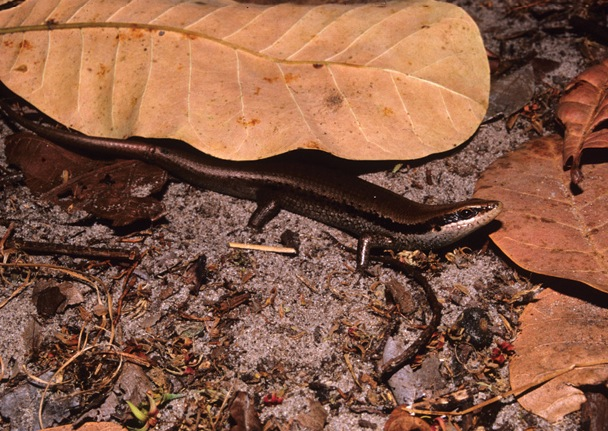

C'est un saurien vivipare.

## Publication originale
- Spix, 1825 : Animalia nova sive species nova lacertarum quas in itinere per Brasiliam annis MDCCCXVII-MDCCCXX jussu et auspicius Maximiliani Josephi I Bavariae Regis suscepto collegit et descripsit Dr. J. B. de Spix, p. 1-26 (texte intégral).